# Friedrich Metzler (Komponist)
Friedrich Metzler (* 18. Februar 1910 in Kanth bei Breslau; † 25. Mai 1979 in Berlin) war ein deutscher Komponist.

## Leben und Werk
Metzler, Sohn eines evangelischen Pastors, wuchs im schlesischen Frankenstein auf. Er studierte 1929 bis 1931 Theologie, Philosophie und Musikwissenschaft in Tübingen, Marburg und Berlin, 1931 bis 1935 Schul- und Kirchenmusik an der Staatlichen Akademie für Schul- und Kirchenmusik in Berlin-Charlottenburg. Sein Kompositionslehrer war Justus Hermann Wetzel. 1935 wurde er mit dem renommierten Mendelssohn-Preis ausgezeichnet. Von 1935 bis 1939 wirkte er als Organist in Berlin-Heiligensee und dann an der Bethlehemkirche in Potsdam-Babelsberg. Kompositionsunterricht nahm Metzler parallel dazu bei Hans Chemin-Petit, ab 1938 als Meisterschüler Max Trapps an der Preußischen Akademie der Künste. Ab 1942 (bis 1967) lehrte Metzler am Stern’schen Konservatorium Klavier, Theorie und Gehörbildung, leitete 1943 bis 1945 kommissarisch den Magdeburger Domchor und war 1949 bis 1951 Hauskomponist der Freien Volksbühne Berlin im Theater am Kurfürstendamm. Ab 1967 lehrte er an der Staatlichen Hochschule für Musik und Darstellende Kunst Berlin, ab 1969 dort mit einer Professur für Komposition und Tonsatz.
Metzler schrieb unter anderem Orchesterwerke (darunter 6 Sinfonien, Solokonzerte), Kammermusik, Musik für Orgel sowie Klavier, außerdem Vokalkompositionen mit vielfach religiöser Thematik bzw. liturgischem Bezug.